# Турнье, Моник
Мони́к Турнье́ (фр. Monique Tournier) — французская кёрлингистка.
В составе женской сборной Франции участница чемпионата мира 1983 (заняли пятое место) и трёх чемпионатов Европы (лучший результат — пятое место в 1982).
Играла на позициях первого и второго.

## Команды
| Сезон   | Четвёртый    | Третий          | Второй         | Первый         | Турниры                             |
| ------- | ------------ | --------------- | -------------- | -------------- | ----------------------------------- |
| 1982—83 | Югетт Жюльен | Аньес Мерсье    | Полетт Сюльпис | Моник Турнье   | ЧЕ 1982 (5 место) ЧМ 1983 (5 место) |
| 1983—84 | Югетт Жюльен | Аньес Мерсье    | Моник Турнье   | Полетт Сюльпис | ЧЕ 1983 (6 место)                   |
| 1984—85 | Югетт Жюльен | Андре Дюпон-Рок | Полетт Сюльпис | Моник Турнье   | ЧЕ 1984 (6 место)                   |

(скипы выделены полужирным шрифтом)